# Sammy Traoré
Sammy Traoré (*Créteil, Isla de Francia, Francia, 25 de febrero de 1976) es un exfutbolista maliense, con nacionalidad francesa. Jugaba de defensa.

## Selección nacional
Ha sido internacional con la Selección de fútbol de Malí, ha jugado 14 partidos internacionales y ha anotado 1 gol.

### Participaciones internacionales
| Torneo                         | Sede  | Resultado    |
| ------------------------------ | ----- | ------------ |
| Copa Africana de Naciones 2004 | Túnez | Semifinal    |
| Copa Africana de Naciones 2008 | Mali  | Primera fase |

## Clubes
| Club                | País    | Año       |
| ------------------- | ------- | --------- |
| US Créteil          | Francia | 1996-2002 |
| Olympique Niza      | Francia | 2002-2006 |
| París Saint-Germain | Francia | 2006-2007 |
| AJ Auxerre          | Francia | 2007-2008 |
| París Saint-Germain | Francia | 2008-2011 |

## Palmarés

### Campeonatos nacionales
| Título          | Club                | País    | Año  |
| --------------- | ------------------- | ------- | ---- |
| Copa de Francia | Paris Saint-Germain | Francia | 2010 |